# Zóni (Évros)
Zóni (grec moderne : Ζώνη) est une localité située dans le dème d'Orestiáda, dans le district régional d'Évros, dans la periphérie de Macédoine-Orientale-et-Thrace, en Grèce.
Selon le recensement de 2021, la localité compte 103 habitants.